# ورونیکا رودریگز
ورونیکا رودریگز (به اسپانیایی: Verónica Rodríguez)؛ زادهٔ ۱ اوت ۱۹۹۱) بازیگر پورنوگرافی، مدل، و خواننده اهل ونزوئلا است. وی از سال ۲۰۱۱ میلادی تاکنون مشغول فعالیت بوده است.